# Giro de Lombardía 1956
El Giro de Lombardía 1956 fue la 50.ª edición de la Giro de Lombardía. Esta cursa ciclista organizada por La Gazzetta dello Sport se disputó el 21 de octubre de 1956 con salida y llegada a Milán después de un recorrido de 240 km. Es la última prueba de la Challenge Desgrange-Colombo
El francés André Darrigade (Bianchi-Pirelli) ganó la carrera al imponerse en el esprint final a los italianos Fausto Coppi (Carpano-Coppi) y Fiorenzo Magni (Nivea-Fuchs).

## Desarrollo
Después de la subida de Madonna del Ghisallo (70 km a meta) se escapan Fausto Coppi y Diego Ronchini, que son neutralizados a 8 km del Velódromo Vigorelli por un grupo de dieciséis corredores. Así, la prueba se decide al esprint donde se impone André Darrigade después de remontar en el último instante a los italianos Fausto Coppi y Fiorenzo Magni.

## Clasificación general
| Posición | Ciclista          | Equipo                | Tiempo     |
| -------- | ----------------- | --------------------- | ---------- |
| 1        | André Darrigade   | Bianchi-Pirelli       | 6h 14' 20" |
| 2        | Fausto Coppi      | Carpano-Coppi         | m. t.      |
| 3        | Fiorenzo Magni    | Nivea-Fuchs           | m. t.      |
| 4        | Giorgio Albani    | Legnano               | m. t.      |
| 5        | Bruno Monti       | Atala                 | m. t.      |
| 6        | Roger Decock      | Faema-Van Hauwaert    | m. t.      |
| 7        | Louison Bobet     | Mercier-Hutchinson-BP | m. t.      |
| 8        | Diego Ronchini    | Bianchi-Pirelli       | m. t.      |
| 9        | Fred De Bruyne    | Mercier-Hutchinson-BP | m. t.      |
| 10       | Aimé van Avermaet |                       | m. t.      |

* Rik van Looy llega cuarto pero es descalificado